# Horst Blechinger
Horst Blechinger (* 26. September 1940 in Kipfenberg; † 28. November 2017 in Ingolstadt) war ein deutscher Fußballspieler. Von 1966 bis 1968 hat der Offensivspieler beim FC Schalke 04 in der Fußball-Bundesliga 64 Spiele absolviert und dabei sechs Tore erzielt.

## Karriere
Der Angreifer Horst Blechinger gehörte bereits in der Saison 1962/63 dem Team des ESV Ingolstadt in der 2. Liga Süd an, das dort zur Vizemeisterschaft kam und somit zur Runde 1963/64 in der neuen Regionalliga Süd startberechtigt war. In der Zweitklassigkeit stürmte der Flügelstürmer – ab dem 4. Dezember 1963 hatte Karl Mai beim ESV die Trainingsleitung inne – in 27 Regionalligaspielen und erzielte dabei zwei Tore. Die Eisenbahner belegten am Rundenende den zwölften Platz und Blechinger hatte an der Seite der Mitspieler Willibald Mikulasch und Klaus Slatina sich den Leistungsanforderungen der Regionalliga gewachsen gezeigt. Im Sommer 1964 schloss er sich dem Vierten der Saison 1963/64, dem TSV Schwaben Augsburg an. Dort spielte er die nächsten beiden Jahre. Blechinger gehörte bei den Lila-Weißen immer der Stammbesetzung an. Im ersten Jahr bildete er mit dem 20-fachen Torschützen Kurt Haseneder und im zweiten Schwaben-Jahr mit Norbert Wodarzik den rechten Flügel. Nach der Saison 1965/66 wechselte er nach insgesamt 68 Ligaspielen mit elf Toren für die Schwaben in die Bundesliga zum FC Schalke 04.
Bei den Königsblauen gab er am 20. August 1966 sein Bundesligadebüt beim 0:0-Saisonstart im Heimspiel gegen Borussia Mönchengladbach. Der Angriff der Heimelf war mit Willi Kraus, Günter Herrmann, Manfred Kreuz, Gerhard Neuser und Blechinger besetzt. In der Elf von Trainer Fritz Langner absolvierten nur Blechinger und Klaus Fichtel in dieser Saison alle 34 Bundesligaspiele für Schalke. Dadurch erlebte er auch am 7. Januar 1967 auf dem Gladbacher Bökelberg die 0:11-Pleite gegen die Weisweiler-Elf als Akteur mit, wo sich Bernd Rupp mit vier und Herbert Laumen mit drei Treffern hervortaten. In seinem zweiten Bundesligajahr, 1967/68, erreichte er unter den Trainern Karl-Heinz Marotzke (bis 13. November 1967) und seinem Nachfolger Günter Brocker 30 Einsätze mit einem Tor. Am 34. Spieltag, dem 25. Mai 1968, gehörte er dem Schalker Team an, das mit einem 0:0-Remis gegen Eintracht Frankfurt die Saison mit 30:38 Punkten auf dem 15. Tabellenplatz beendete. Nach 64 Spielen für die Knappen heuerte er beim Karlsruher SC an. Mit dem KSC feierte er in seiner ersten Saison 1968/69 unter Trainer Kurt Baluses und den Mitspielern Jupp Marx, Eugen Ehmann, Helmut Kafka, Klaus Slatina, Jürgen Weidlandt, Horst Wild und Christian Müller die Meisterschaft. Am 33. Rundenspieltag, dem 3. Mai 1969, zog er sich eine langwierige Verletzung zu, durch die er in der folgenden Aufstiegsrunde zur Bundesliga nicht teilnehmen konnte. Im folgenden Jahr belegte der KSC hinter Kickers Offenbach Platz zwei in der Regionalliga Süd. Jetzt hatte Blechinger 20 Einsätze absolviert und drei Tore erzielt. Sein letztes Regionalligaspiel datiert vom 3. Mai 1970, wo der KSC einen 4:2-Auswärtserfolg bei der SpVgg Bayreuth feierte. In der Aufstiegsrunde scheiterte der KSC an Arminia Bielefeld. Blechinger spielte zweimal. In der Saison 1972/73 spielte er für den FC Augsburg in der Bayernliga und wechselte zu Beginn der Folgesaison zum VfB Eichstätt.
Als Trainer war er später u. a. beim VfB Eichstätt aktiv und schaffte mit diesem 1974 den Aufstieg in die Bezirksliga Oberbayern. 1985 gelang Blechinger mit dem VfR Neuburg der Aufstieg in die Landesliga Süd und 1987 führte er den MTV Ingolstadt in die Bayernliga.